# Maciste all'inferno (film 1926)
Maciste all'inferno è un film del 1926 diretto da Guido Brignone, con Bartolomeo Pagano nei panni di Maciste. È il primo film che Federico Fellini vide al cinema.

## Trama

Una lotta...infernale

Plutone, re dell'inferno, manda sulla terra Barbariccia, sotto le vesti del dottor Nox, per procurare anime e prendere Maciste, che abita in un paese di campagna. Barbariccia arriva alla casa di Maciste con altri cinque diavoli, ma egli lo caccia; anche Graziella, vicina di casa di Maciste, resiste alle lusinghe del diavolo. Barbariccia fa incontrare Graziella con un giovane ricco signore, Giorgio, che dopo aver ricambiato il suo amore l'abbandona sola con un figlio. Maciste costringe Giorgio a tornare dalla giovane, salvando il bambino che Barbariccia aveva rapito e abbandonato nel bosco. Maciste si scontra con Barbariccia e cade in una trappola; viene così spedito all'inferno. Qui viene conteso dalla moglie di Plutone, Proserpina e dalla sua figliastra, Luciferina. Dopo aver dato un bacio a Proserpina, Maciste si trasforma in un demone. Barbariccia, geloso delle attenzioni di Proserpina per Maciste, organizza una rivolta contro Plutone; Maciste interviene a difendere Plutone e umilia Barbariccia. Il re dell'inferno, riconoscente, decide così di graziare Maciste, rendendogli possibile di tornare sulla terra. Proserpina, però, lo incatena ad una roccia. La notte di Natale saranno le preghiere del figlioletto di Graziella, sposatasi con Giorgio, a liberare infine Maciste.

## Produzione
Tratto, come recita una delle locandine del periodo, da «una diavoleria di Fantasio», al secolo Riccardo Artuffo che a sua volta aveva "pescato" dall'Inferno di Dante, il film di Brignone ebbe problemi con la censura: alla prima presentazione per ottenere il famoso visto venne bocciato (ottobre 1925). Fu concesso solo nel marzo del 1926 (n. 20529 del 31/03/1926) dopo che la lunghezza originale di 2502 metri era stata ridotta a 2475. Comunque il film, nella sua versione integrale, era già stato visto da migliaia di persone perché proiettato varie volte durante la Fiera di Milano del 1925, nell'ambito della quale si svolgeva un concorso internazionale cinematografico, ottenendone anche un premio. Anche nella versione ridotta ci fu certamente un tentativo di sfidare la censura: poche rappresentazioni osé di corpi femminili negli anni trenta sono paragonabili a quelle messe in mostra nei gironi infernali e fotografate da Arata e Terzano.
Nel 1940 il film venne anche sonorizzato e circolò ancora a lungo nei cinema italiani.
Una versione muta, restaurata, di 100 minuti a 20 f/s è stata presentata dalla Cineteca di Bologna al festival cinematografico Il cinema ritrovato del 2009.

### Testimonianze

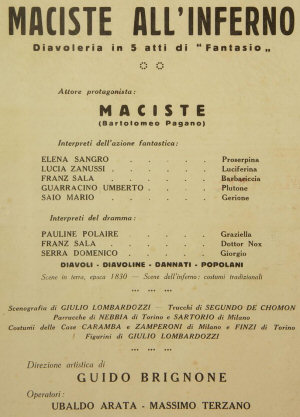
Flano cinematografico

Alla lavorazione del film partecipa anche un giovanissimo Sergio Amidei, il futuro celebre sceneggiatore, come comparsa. Dietro il buon compenso di 40 lire, ricorda in un'intervista, fu però costretto a patire un gran freddo: le riprese si svolgevano nel mese di novembre nel territorio della Valle Stura di Demonte e lui, per interpretare il ruolo di uno dei tanti diavoli che popolano l'Inferno nel film, indossava solo una specie di mini-gonnellino di pelo di capra con una coda fatta a molla.
La testimonianza di Federico Fellini, rilasciata in varie interviste sul periodo della sua infanzia, farà guadagnare invece una nuova gloria al film: «[...] I primi film, dunque, li ho visti al cinema Fulgor. Qual è stato il primo tra i primi? Sono sicuro di ricordare [...][che] Il film si chiamava Maciste all'inferno. L'ho visto in braccio a mio padre in piedi tra una gran calca di gente con il cappotto inzuppato d'acqua perché fuori pioveva. Ricordo un donnone con la pancia nuda, l'ombelico, gli occhiacci bistrati lampeggianti. Con un gesto imperioso del braccio faceva nascere attorno a Maciste anche lui seminudo e con un tortore in mano un cerchio di lingue di fuoco».
Una cronaca pubblicata su una rivista dell'epoca ci riferisce invece di «un caso curioso occorso ad una troupe»:

«Sulle sponde di un vorticoso torrente, incassato tra orridi dirupi delle nostre Alpi e che offrivano un autentico scenario infernale, ricco di antri paurosi e selvaggi, da giorni si era accampata la numerosa troupe della "Fert", che eseguisce Maciste all'inferno.

Una scena osé del film

 Così si potevano vedere parecchi attori in sembianze di diavoli irsuti e saltellanti scorrazzare di qua e di là al comando di Guido Brignone. Quel remoto cantuccio dei nostri monti si era trasformato in un vero lembo del regno di Plutone. [...] Ed ecco sbucare a un tratto, dalla stradicciuola che scendeva a valle, un ragazzo di un paese vicino e appollaiato sulle cime più alte. A quella infernale vista il poveretto s'arrestò spaurito e sgranò gli occhi. Poi gettò un grido e se la diede a gambe su per le balze, saltando come un capriolo. Ma il bello venne dopo. Infatti, non era trascorsa un'ora che dal paese scendevano in frotta i montanari armati di randelli, di picche, di tridenti e di quanto era capitato a portata di mano. C'era tutto il paese e li comandava il buon parroco. Venivano a vedere donde era sbucata l'orda diabolica ed erano pronti a fugarla. Tuttavia l'equivoco fu tosto spiegato e i buoni montanari si accamparono nelle vicinanze per assistere allo svolgersi della scene più infernali che si possano immaginare! Qualcuno, anzi, avrebbe avuto una voglia matta di fare egli pure il diavolo!».

## Critica
Edgardo Rebizzi in L'Ambrogio del 28 aprile 1926: «[...] Un film in cui si riscontrano un non comune intendimento di arte e una genialità di fantasia insolite. La lotta del Male contro il Bene in Maciste all'Inferno si complica di elementi soprannaturali [...]. La rievocazione del mondo infernale è fatta secondo la tradizione classica dantesca. [...] Il film è stato inscenato con grandiosità e con ricchezza di mezzi. Per creare il Regno delle Tenebre sono state eseguite costruzioni monumentali, antri paurosi e bolge profonde. La moltitudine dei demoni è imponente e spettacolosa [...]. Ma ai quadri di bellezza, diremo così, infernale, rosseggianti di fiamme e densi di ombre, si alternano quadri di paesaggio idilliaco, di semplicità agreste e domestica, sul cui sfondo agiscono le persone terrene. Oltre al prestigio di un'ottima fotografia efficacemente stereoscopica, morbida, pastosa, pittorica, doviziosa di effetti di luce, sapientemente resi e atti a raffermare la tonalità del quadro, a dare un senso di irreale al reale, il film sfoggia non pochi virtuosismi tecnici di mirabile fattura. Per i suoi meriti tecnici e artistici, per l'originalità dell'argomento, Maciste all'inferno costituisce uno dei massimi lavori che la cinematografia italiana abbia prodotto in questi ultimi tempi ».
Un giudizio anonimo è invece quello pubblicato in La Rassegna del Teatro e del Cinematografo del 30 aprile 1926: «[...] Non a torto il film è intitolato: diavoleria è una cosa strana, un impasto di grottesco, di gentile, di sentimentale, di fantastico, di comico e di tragico; un motivo fondamentalmente goethiano inscenato bene, col concorso di una serie impressionante di trucchi [...]. Bisogna riconoscere che il film è ben riuscito: le scene dell'inferno, lavorate sui ben noti motivi danteschi, sono ancora quanto di meglio finora ci è accaduto di vedere in questo tema. Come risulta dalla esposizione della trama, non c'è nel film nulla in tesi di immorale; però, a causa di alcune scene, esso è da ritenersi inopportuno per i giovanetti ».
Vico D'Incerti in Ferrania del giugno 1951, in occasione del venticinquesimo dall'uscita del film: « [...] Un curioso film, non privo di una certa grandiosità, girato in una vallata delle Alpi piemontesi (la valle di Stura, n.d.r.) che, nonostante tutto ha un notevole successo commerciale dovuto in buona parte alla generosa esibizione delle proprie grazie che, con la scusa dell'inferno, vi fanno la bella Elena Sangro e le molte altre donzelle [...]».